# Albert Bover
Albert Bover (Barcelona, 1964) és un músic català, un dels impulsors del jazz català del segle xxi. Format musicalment entre Barcelona i Nova York, va gravar Esmuc Blues per al segell Fresh Sound 2001, amb Chris Higgins al contrabaix i Jorge Rossy a la bateria. També ha format Albert Bover Trio.